# Samson (Insel)
Samson (kornisch Ynys Samson) ist eine unbewohnte Insel der Scilly-Inseln vor der Küste Cornwalls. Das Aussehen des etwa 0,38 km² großen Eilandes wird durch die beiden Hügel North Hill und South Hill maßgeblich bestimmt. Die beiden Hügel sehen den Paps of Jura auf der Insel Jura in Schottland und den Paps of Dana (oder Anu) im County Kerry in Irland ähnlich. 
Die runden Erdhügel der Tumuli (hier Entrance Graves genannt) auf Samson werden von einer Steineinfassung umgeben. Die rechteckigen Kammern bestehen aus Megalithen mit Zwischenmauerwerk. Die Decken werden von großen überstehenden Platten gebildet. Die Eingänge weisen in unterschiedliche Richtungen, mehrheitlich jedoch nach Osten. Die außergewöhnlichste Anlage auf Samson besteht aus zwei Kammern, die in einem unregelmäßig geformten Hügel liegen.

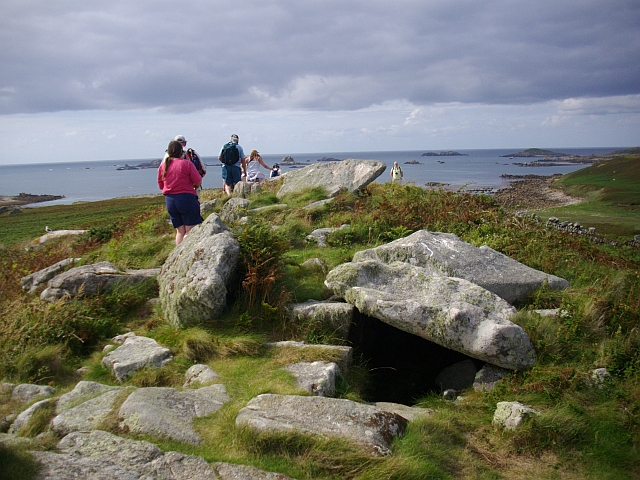
Entrance Grave auf Samson

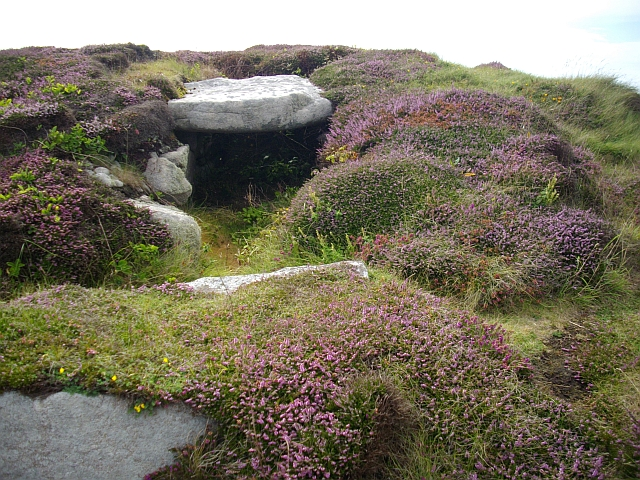
Entrance Grave auf Samson

Im Jahre 1855 ließ der Lord Proprietor A. Smith die letzten zwei auf der Insel ansässigen Familien evakuieren, um einen Hirschpark einzurichten. Die Ansiedlung der Wildtiere war jedoch nicht erfolgreich, da alle Tiere von der Insel entkommen konnten. Touristen können die Ruinen der ehemaligen Häuser der letzten Bewohner besichtigen und die geschützte, einzigartige Tier- und Pflanzenwelt erkunden.